# Садлукі
Садлукі (пол. Sadłuki, нім. Sadluken) — село в Польщі, у гміні Міколайки-Поморські Штумського повіту Поморського воєводства.
Населення — 89 осіб (2011).
У 1975-1998 роках село належало до Ельблонзького воєводства.

## Демографія
Демографічна структура станом на 31 березня 2011 року:
|          | Загалом | Допрацездатний вік | Працездатний вік | Постпрацездатний вік |
| -------- | ------- | ------------------ | ---------------- | -------------------- |
| Чоловіки | 48      | 8                  | 35               | 5                    |
| Жінки    | 41      | 12                 | 22               | 7                    |
| Разом    | 89      | 20                 | 57               | 12                   |